# Site de Juyan
Les tablettes de Juyan (chinois : 居延汉简 ; pinyin : jūyán hàn jiăn ; litt. « tablettes han de Juyan ») sont des tablettes en bois ou en bambous contenant des textes datant de la dynastie Han (-206 à 220). Ce sont des documents issus des garnisons de Juyan et Jianshui et donnent de nombreuses informations sur la vie quotidienne dans les tours de guet de la Grande Muraille mais aussi sur bien d'autres sujets.
10 000 tablettes ont d'abord été découvertes en 1930 par Folke Bergman dans le cadre d'un expédition sino-suédoise dans les provinces du Nord-Ouest dans une tour de guet de la vallée du Ruoshui dans la bannière d'Ejin au bord du désert de Gobi. Plus de 20 000 autres tablettes ont ensuite été retrouvées entre 1972 et 1976 sur le site du palais de Jiaqu (甲渠后宫 / 甲渠候宫, jiăqú hòugōng, « palais de l'impératrice de Jiaqu », site de Pochengzi (jiuquan) (zh) (破城子)) . La sécheresse du climat a permis une excellente conservation et les textes peuvent être lus sans difficultés.
Juyan et Jianshui contrôlaient la frontière sur une longueur de 250 km le long du corridor du Gansu protégeant le passage vers l'ouest et formant une barrière aux relations entre les Huns et les Qiangs. Ces forteresses avaient été construites en -102 et ont été abandonnées vers la fin de la période Han.
Les sites de ces découvertes ont été classés en tant que sites historiques et culturels majeurs protégés au niveau national (3-209).